# مانتوراس
مانتوراس (انگلیسی: Mantorras؛ زادهٔ ۱۸ مارس ۱۹۸۲) یک بازیکن فوتبال اهل آنگولا است.